# Demetri Catrakilis

a Compétitions nationales et continentales officielles uniquement.

Dernière mise à jour le 6 mars 2025.
Demetri Catrakilis, né le 6 juillet 1989 à Johannesbourg, est un joueur de rugby à XV sud-africain, d'origine grecque et chypriote. En 2015, il rejoint la France pour évoluer avec le club de Montpellier HR avec lequel il remporte le Challenge européen 2015-2016.

## Biographie
Natif de Johannesburg, Demetri Catrakilis commence le rugby au St John's College (Johannesburg) puis à l'Université de Johannesburg.
En 2006, il rejoint l'équipe U19 des Golden Lions, puis en 2009, il tente une expérience à l'étranger avec les U23 du Racing Metro 92. Il revient en Afrique du Sud dès la saison 2010-2011 et il joue alors avec les Ikey Tigers, l'équipe de l'université du Cap avec laquelle il remporte la Varsity Cup, le championnat universitaire sud-africain. Il termine meilleur marqueur de points de la compétition, avec 136 à son actif.
À l'automne 2011, il quitte le monde universitaire et il est enrôlé par la Western Province, équipe avec laquelle il remporte plusieurs titres nationaux : la Vodacom Cup en 2012, puis la Currie Cup en 2012 et en 2014. Parallèlement, il est recruté en 2013 par la franchise des Southern Kings puis en 2014 par la franchise des Stormers pour participer à la compétition de Super Rugby.
En janvier 2015, la presse annonce le recrutement officiel de Demetri Catrakilis par le Montpellier Hérault rugby pour la saison 2015-2016
. Avec le club, il remporte le Challenge européen 2015-2016. Titulaire lors de la finale contre les Harlequins, il réussit toutes ses tentatives face aux perches pour assurer une victoire à son équipe sur le score de 26 à 19.
À l'issue de la saison 2016-2017, il rejoint le club anglais des Harlequins pour pallier le départ à la retraite de Nick Evans. Au cours d'un match de Premiership face à Gloucester, il est hospitalisé d'urgence à la suite d'un plaquage à la gorge : il souffre d'une fracture qui ne nécessite pas d'opération.

## Palmarès
- Challenge européen 2015-2016 : (Montpellier Hérault Rugby)
- Currie Cup : 2012 (Western Province), 2014 (Western Province).
- Vodacom Cup : 2012 (Western Province).
- Varsity Cup[9] : 2011 (Ikey Tigers, université du Cap ).